# Jean Raffard
Pour les articles homonymes, voir Raffard.
Jean Raffard est un tromboniste classique né à Orléans en 1966.

## Biographie
Après des études de violon, d’harmonie et de trombone au conservatoire d’Orléans, il entre au Conservatoire de Paris en 1984 dans la classe de Gilles Millière.
En 1987, il obtient un premier prix de trombone à l’unanimité, suivi d’un premier prix de musique de chambre.
Il est admis en cycle de perfectionnement en 1990. Il est successivement trombone solo de :
- l’Orchestre de la Garde républicaine
- l’Orchestre de l'Opéra national de Lyon
- l’Orchestre national de Lyon
- l'Orchestre royal du Concertgebouw d’Amsterdam
- Théâtre national de l’Opéra de Paris.

Sa carrière s’étend également à l’enseignement : titulaire du certificat d’aptitude depuis 1992, il est professeur au conservatoire à rayonnement régional de Boulogne-Billancourt et professeur-assistant au Conservatoire de Paris.
En outre, il est directeur de collection aux éditions Billaudot. De plus, il a remporté des prix internationaux aux concours de Prague en 1992, Toulon et Munich en 1995.